# Sphaerothorax rufocastaneus
Sphaerothorax rufocastaneus là một loài bọ cánh cứng trong họ Clambidae. Loài này được Lea miêu tả khoa học đầu tiên năm 1913.